# Molossus coibensis
Molossus coibensis је сисар из реда слепих мишева и фамилије Molossidae. 

## Угроженост
Ова врста није угрожена, и наведена је као последња брига јер има широко распрострањење.

## Распрострањење
Врста има станиште у Бразилу, Венецуели, Гватемали, Костарици, Мексику, Никарагви, Панами, Перуу, Салвадору и Хондурасу.

## Популациони тренд
Популациони тренд је за ову врсту непознат.

## Станиште
Врста Molossus coibensis има станиште на копну.